# OTOTOY
OTOTOY（オトトイ）は、オトトイ株式会社が運営する音楽配信・情報サイト。代表は竹中直純、編集長は河村祐介。

## 沿革
2004年8月、株式会社レコミュニ設立。設立時の代表取締役は福岡智彦（のちにバウンディ代表取締役）。当時イーライセンスの代表取締役だった三野明洋やシステム開発を担当していた現代表の竹中（現在のOTOTOYでも、iOSやAndroidのアプリに至るまで竹中が開発を行っている）も設立時の取締役であった。
同年10月「recommuni」をスタート。音楽配信とSNSを組み合わせたサービスで、開始当初は会員が音源をアップロードし、権利処理が行われた音源に限りダウンロード可能となるというものだったが、メジャーレーベルからは許可が取れず、ビジネスモデルとして機能しなかった。
そのため、開始3年ほどで三野に株式を集めて会社を清算するという話になったが、Limited Express (has gone?)解散（のちに東京で再結成）を機に京都から上京した飯田仁一郎（2018年まで編集長、現取締役）の精力的な活動により会社存続を決断。メディアとストアを融合したサービスを狙い音楽配信と音楽情報を合わせ持つ現在の形となった。その後、タワーレコードCTOを退任した竹中が法人を引き受け、現在に至る。
2009年10月、サービス名を「OTOTOY」に変更。購入した楽曲を1曲20円で再ダウンロードできる「ライフタイム契約」を開始（再ダウンロード期限（30日）の撤廃により2015年11月廃止）。
ハイレゾ音源（OTOTOYでは「HQD」と呼称）による配信に積極的であり、2009年8月よりクラムボン「NOW!!!」を皮切りにWAV形式での配信を開始。2014年3月よりロスレスのFLAC、Apple Lossless（ALAC)形式での配信も行っている。さらに、2010年8月にはDSD形式での配信を開始している。2016年8月にはiOS/Androidアプリもハイレゾ対応となった（有料オプション）。
2011年より「オトトイの学校」を開講。岡村詩野による音楽ライター講座をはじめとして、音楽にまつわる様々な講座が開かれている。